# Mario Guarnacci
Mario Guarnacci (Volterra, 25 octobre 1701 – Volterra, 21 août 1785) est un homme de lettres, un archéologue et un prélat italien de l'église catholique connu pour avoir légué sa bibliothèque et ses collections de vestiges étrusques à sa ville natale, fonds rassemblé dans l'actuel Musée Guarnacci.
La pièce la plus fameuse de ses collections, qui comportent également des dizaines d'urnes cinéraires étrusques (dont l'une des très connues Urnae degli Sposi), est l'Ombra della sera.

## Biographie
Mario Guarnacci naquit à Volterra le 25 octobre 1701. Après avoir fait ses premières études dans sa patrie, il alla à Florence, où il prit le degré de docteur. Il y publia sa traduction de l’Hécube d’Euripide, à laquelle Salvini son maitre ajouta des remarques. Guarnacci passa à Rome, où il devint segreto, c’est-à-dire, docteur de l’abbé Rezzonico, depuis, Clément XIII. Clément XII le fit successivement prélat, secrétaire de la congrégation de Fermo, membre de la signature de justice, dont il devint doyen ; il fut aussi chanoine de Saint-Jean-de-Latran. Guarnacci publia à Lucques en 1769 un recueil de poésies diverses, entre lesquelles sont une poétique en vers et la traduction des Troyennes de Sénèque. Par ordre de Benoît XIV, il s’occupa de la continuation des Vies des papes d’Alfonso Chacón, Rome, 1751, 2 vol. in-fol. Retiré dans sa patrie dès 1757, il fit imprimer à Rome en 2 volumes in-fol. les Origines italiques, et y ajouta un 3e volume en 1772. Cet ouvrage considérable, écrit en italien, fut accueilli avec éloge par les savants, et combattu par le P. Bordetti et les journalistes Pise. L’auteur ne manqua pas de réfuter ses adversaires. Sa réponse a été insérée dans l’Examen critique des préfets de Rome, d’Edouard Corsini. Il fit à Volterra une précieuse collection d’antiquités étrusques, et en forma un cabinet dont on trouve la description dans le tome 3 des œuvres de Muratori. Guarnacci écrivit une savante Dissertation sur les douze Tables, qui est imprimée dans les Mémoires de la société Colombaria, t. 1. C’est lui qui a découvert et entretenu à ses frais les thermes de Volterra ; il avait fait beaucoup de tentatives pour en découvrir l’amphithéâtre. Ce savant était doué d’une mémoire prodigieuse, et avait des connaissances très-vastes. Il était très-attaché à ses idées sur tout ce qui pouvait concerner la nation étrusque, pour laquelle il avait une prédilection très-marquée. Il aimait passionnément l’étude, mais sans fuir toutefois les agréments de la société. Il consacra même quelques instants à la poésie, et publia le fruit de sa verve sous le titre de Poesie di Zelalgo Arassiano (c’était son nom arcadien), Lucques, 1769, in-4°. On trouve aussi de lui, dans les Vite degli Arcadi illustri, l’éloge d’Antonio Maria Salvini. Sa générosité, sa charité envers les pauvres, ne le rendirent pas moins recommandable que son savoir. Il mourut à Volterra le 21 août 1785.

## Ouvrages
- Ecuba tragedia di Euripide tradotta dall’abate Mario Guarnacci con alcune annotazioni dell’ill.mo sig. Abate Anton Maria Salvini, Florence, Domenico Ambrogio Verdi, 1725 (lire en ligne).
- « Sopra le XII tavole, contenute in succinto l’Istoria delle Leggi romane dalla primitiva loro origine fino alla totale loro propagazione », Memorie di varia erudizione della Società colombarià fiorentina, vol. 1,‎ 1747, p. 75-96 (lire en ligne, consulté le 27 décembre 2020).
- Vitae, et res gestae pontificum romanorum et s.r.e. cardinalium a Clemente X usque ad Clementem XII, Rome, Venanzio Monaldini, 1751.
- Poesie di Zelalgo Arassiano pastore arcade, Lucques, Leonardo Venturini, 1769[1].
- Origini italiche, o siano memorie istorico-etrusche: sopra l’antichissimo regno d’Italia e sopra i di lei primi abitatori nei secoli piu remoti, 3 volumes, Lucques, Leonardo Venturini, 1767-1772.

## Sources
- « Mario Guarnacci », dans Louis-Gabriel Michaud, Biographie universelle ancienne et moderne : histoire par ordre alphabétique de la vie publique et privée de tous les hommes avec la collaboration de plus de 300 savants et littérateurs français ou étrangers, 2e édition, 1843-1865 [détail de l’édition]

- (it) Cet article est partiellement ou en totalité issu de l’article de Wikipédia en italien intitulé « Mario Guarnacci » (voir la liste des auteurs).